# Capital City 200 1960
Capital City 200 1960 var ett stockcarlopp ingående i Nascar Grand National Series (nuvarande Nascar Cup Series) som kördes 23 oktober 1960 på den 0,5 mile (805 meter) långa ovalbanan Atlantic Rural Fairgrounds i Richmond i Virginia. Totalt avverkades 100 miles (160,934 km) fördelat på 200 varv. Banunderlaget var dirt. Loppet vanns av Speedy Thompson i en Chevrolet på tiden 1:34.08 körande för Wood Brothers Racing. Thompsons snitthastighet var 63,739 mph. Prispotten uppgick till 3 735 dollar, varav 800 dollar gick till segraren.

## Resultat
| Plc     | Nr | Förare          | Team/ bilägare       | Konstruktör | Start | Varv | Ledda varv |
| ------- | -- | --------------- | -------------------- | ----------- | ----- | ---- | ---------- |
| 1       | 21 | Speedy Thompson | Wood Brothers Racing | Ford        | 3     | 200  | 173        |
| 2       | 27 | Junior Johnson  | John Masoni          | Chevrolet   | 8     | 200  | 8          |
| 3       | 11 | Ned Jarrett     | Ned Jarrett          | Ford        | 1     | 200  | 19         |
| 4       | 43 | Richard Petty   | Petty Enterprises    | Plymouth    | 5     | 197  | 0          |
| 5       | 17 | Fred Harb       | Fred Harb            | Ford        | 11    | 197  | 0          |
| 6       | 87 | Buck Baker      | Buck Baker Racing    | Chevrolet   | 6     | 196  | 0          |
| 7       | 36 | Tommy Irwin     | Tommy Irwin          | Ford        | 10    | 195  | 0          |
| 8       | 4  | Rex White       | Rex White            | Chevrolet   | 12    | 194  | 0          |
| 9       | 42 | Maurice Petty   | Petty Enterprises    | Plymouth    | 13    | 192  | 0          |
| 10      | 10 | Bill Morgan     | Ratus Walters        | Buick       | 9     | 183  | 0          |
| 11      | 74 | L.D. Austin     | L.D. Austin          | Chevrolet   | 19    | 179  | 0          |
| 12      | 5  | Nace Mattingly  | Nace Mattingly       | Ford        | 14    | 172  | 0          |
| 13      | 83 | Curtis Crider   | Curtis Crider        | Ford        | 18    | 171  | 0          |
| 14      | 61 | Elmo Langley    | Doc White            | Ford        | 16    | 107  | 0          |
| 15      | 23 | Doug Yates      | Raeford Johnson      | Plymouth    | 4     | 90   | 0          |
| 16      | 16 | Joe Weatherly   | Wood Brothers Racing | Ford        | 2     | 76   | 0          |
| 17      | 54 | Jimmy Pardue    | Ebart Clifton        | Dodge       | 7     | 54   | 0          |
| 18      | 14 | Wes Morgan      | Wes Morgan           | Chevrolet   | 17    | 38   | 0          |
| 19      | 7  | Buddy Baker     | Fred Harb            | Ford        | 15    | 0    | 0          |
| Källor: |    |                 |                      |             |       |      |            |